# Garachico
Garachico est une commune de la province de Santa Cruz de Tenerife dans la communauté autonome des Îles Canaries en Espagne. Elle est située au nord-ouest de l'île de Tenerife.

## Géographie

### Localisation

Localisation de l'île de Tenerife dans les Îles Canaries.
Localisation de Garachico dans l'île de Tenerife.

|           | Océan Atlantique   |                   |
| El Tanque | Garachico          | Icod de los Vinos |
|           | Santiago del Teide |                   |

## Histoire
La ville et le port de Garachico furent fondés juste après la conquête de Tenerife en 1496 par le banquier génois Christobal del Ponte. Dans le courant des XVIe et XVIIe siècles, Garachico devint le port le plus important de l'île.
En 1646 cent personnes furent tuées et quarante bateaux furent coulés lors d'un glissement de terrain.
La fin de la période faste de Garachico fut provoquée en 1706 par l'éruption d'un cratère secondaire du Teide, le mont Pico Viejo. Il n'y avait pas eu de morts mais la ville fut recouverte en grande partie de lave, le vignoble avoisinant fut détruit et le port fut rempli de lave. Après cet épisode les marchands se sont déplacés à Puerto de la Cruz.
En 1980, la mairie de Garachico reçoit la Médaille d'or du mérite des beaux-arts par le Ministère de l'Éducation, de la Culture et des Sports.

## Démographie
| Année | Population | Densité    |
| ----- | ---------- | ---------- |
| 1991  | 5.993      | 204,7/km²  |
| 1996  | 5.728      | 195,6/km²  |
| 2001  | 5.307      | 181,3/km²  |
| 2002  | 5.742      | 196,1/km²  |
| 2003  | 5.756      | 196,6/km²  |
| 2004  | 5.671      | 193,7/km²  |
| 2005  | 5.682      | 194,1/km²  |
| 2006  | 5.543      | 189,3/km²  |
| 2007  | 5.446      | 186,0/km²  |
| 2009  | 5.416      | 184,97/km² |
| 2010  | 5.413      |            |
| 2011  | 5.327      |            |
| 2012  | 5.090      |            |
| 2013  | 5.086      |            |

## Patrimoine
Une statue de Simon Bolivar est présente à Garachico.  

## Galerie

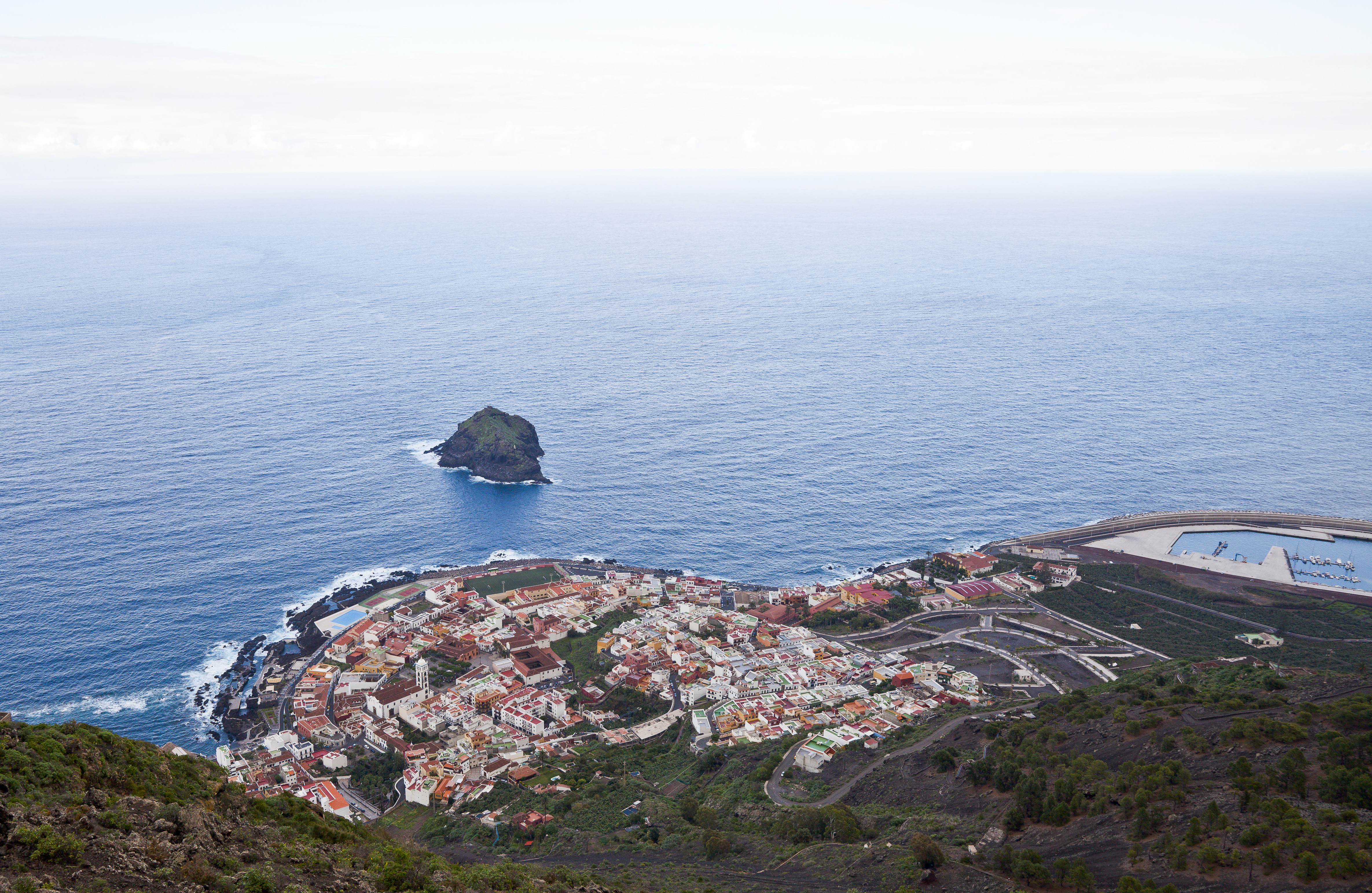
Vue générale avec le Roque.
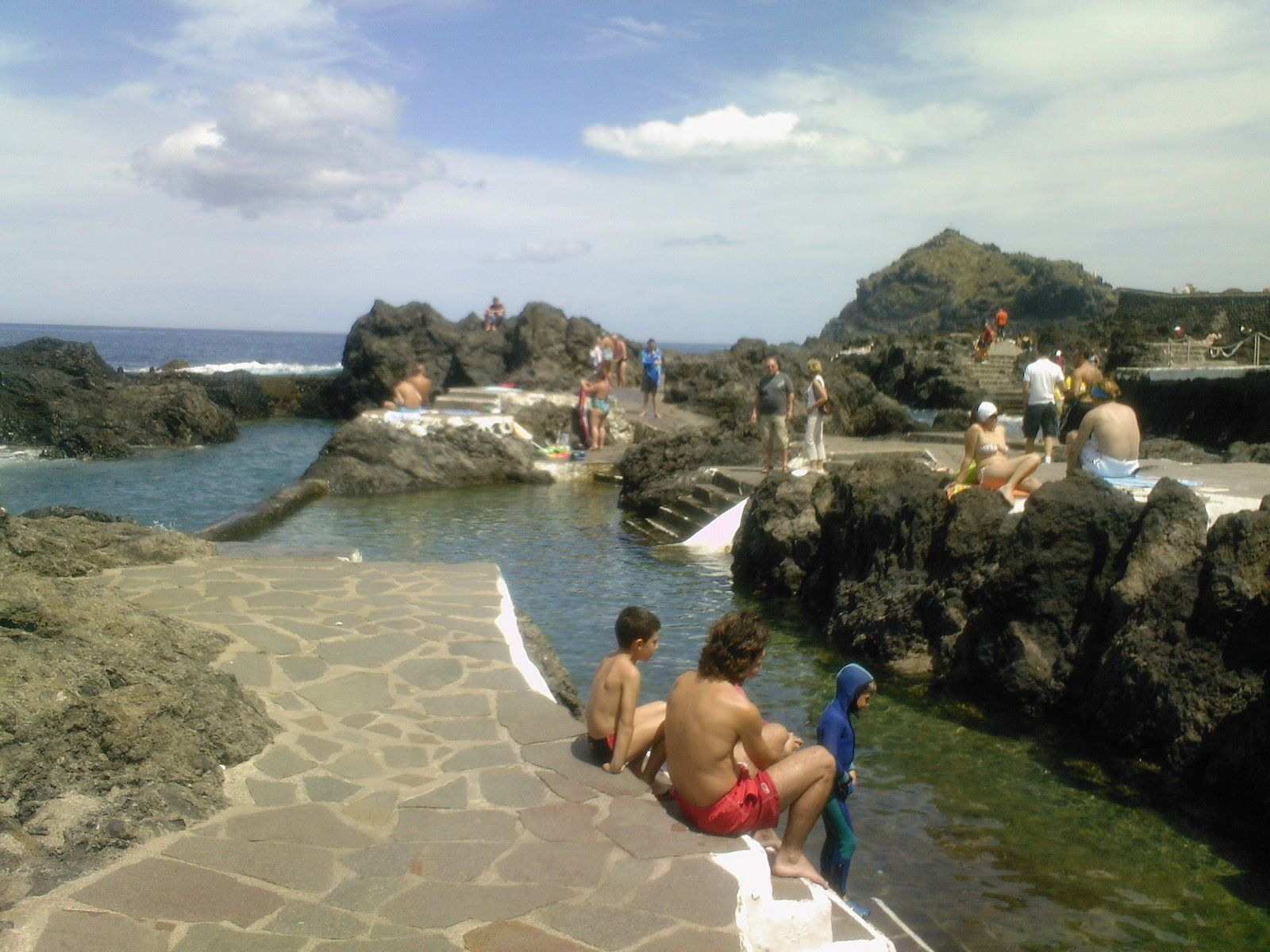
Piscinas.
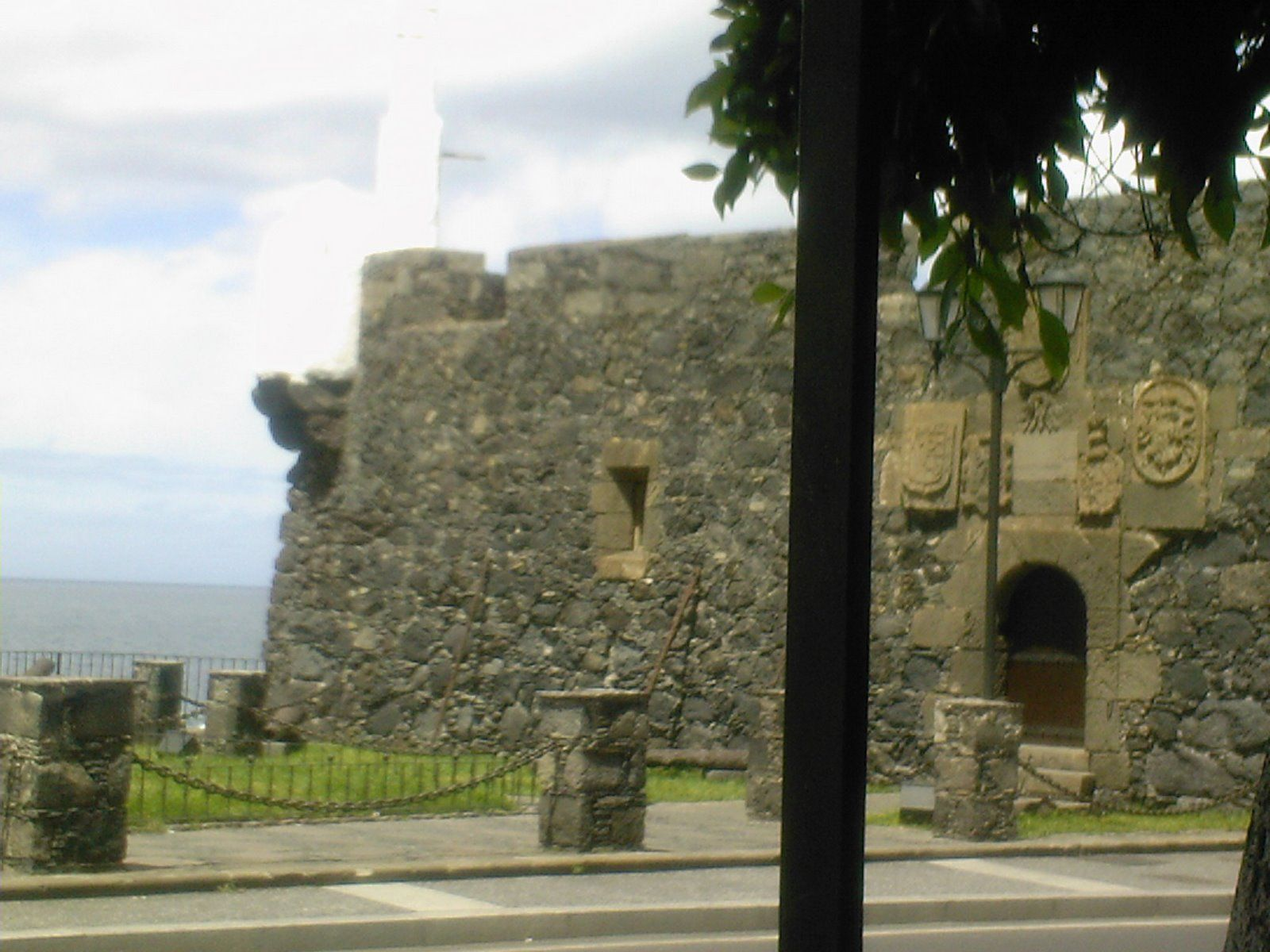
Fortification Castillo de San Miguel.
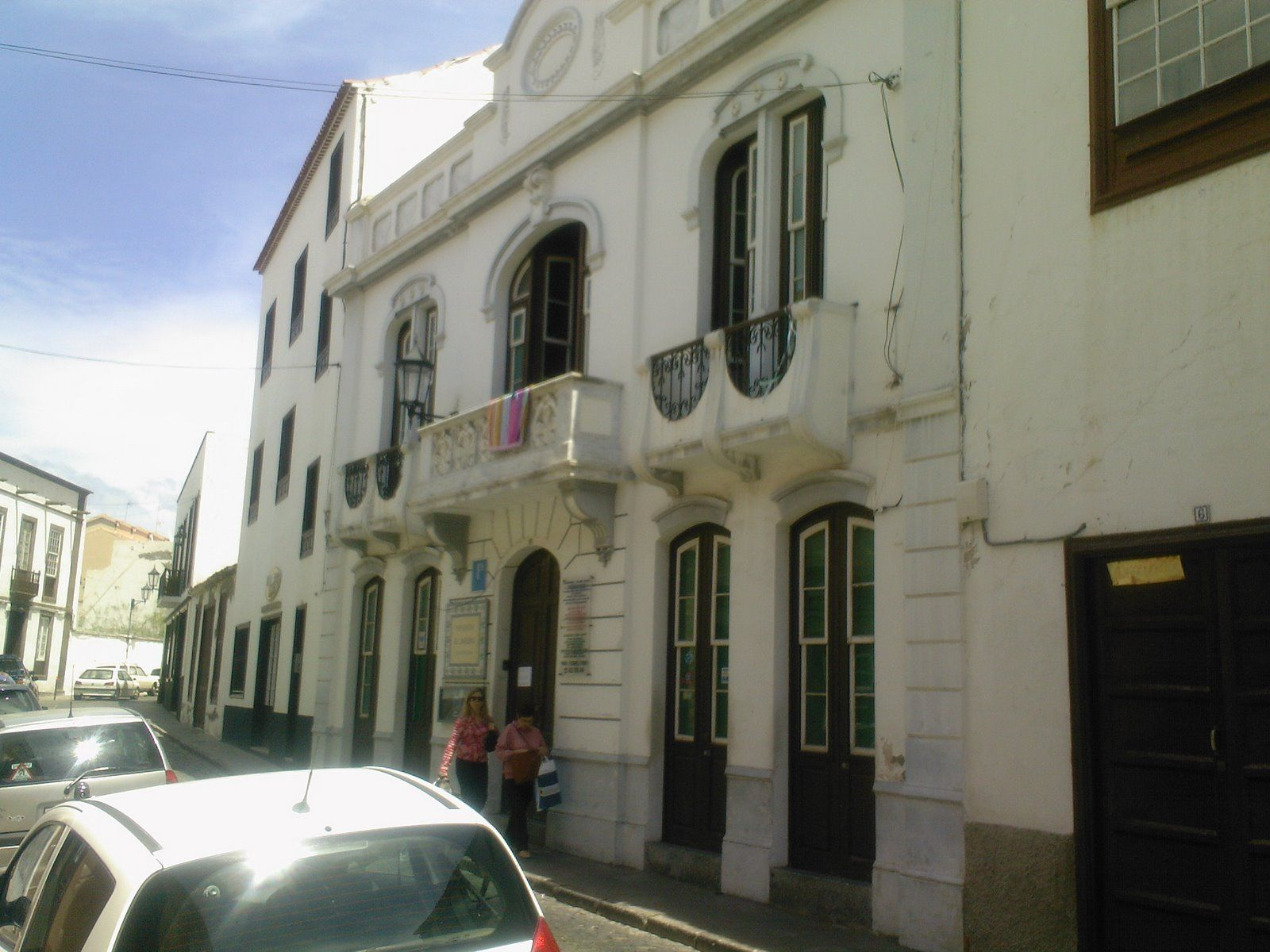
Ruelle.
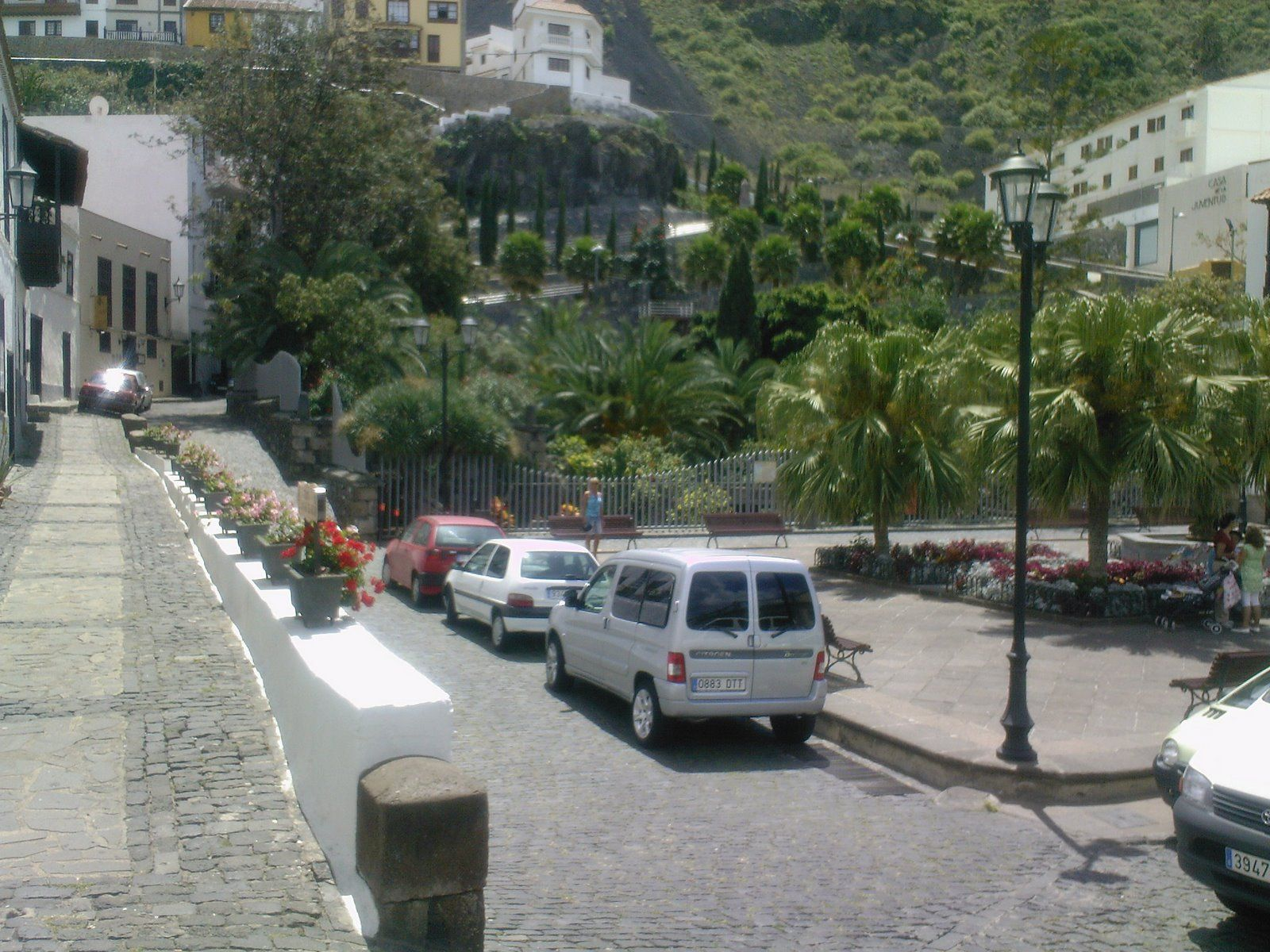
Jardin public.
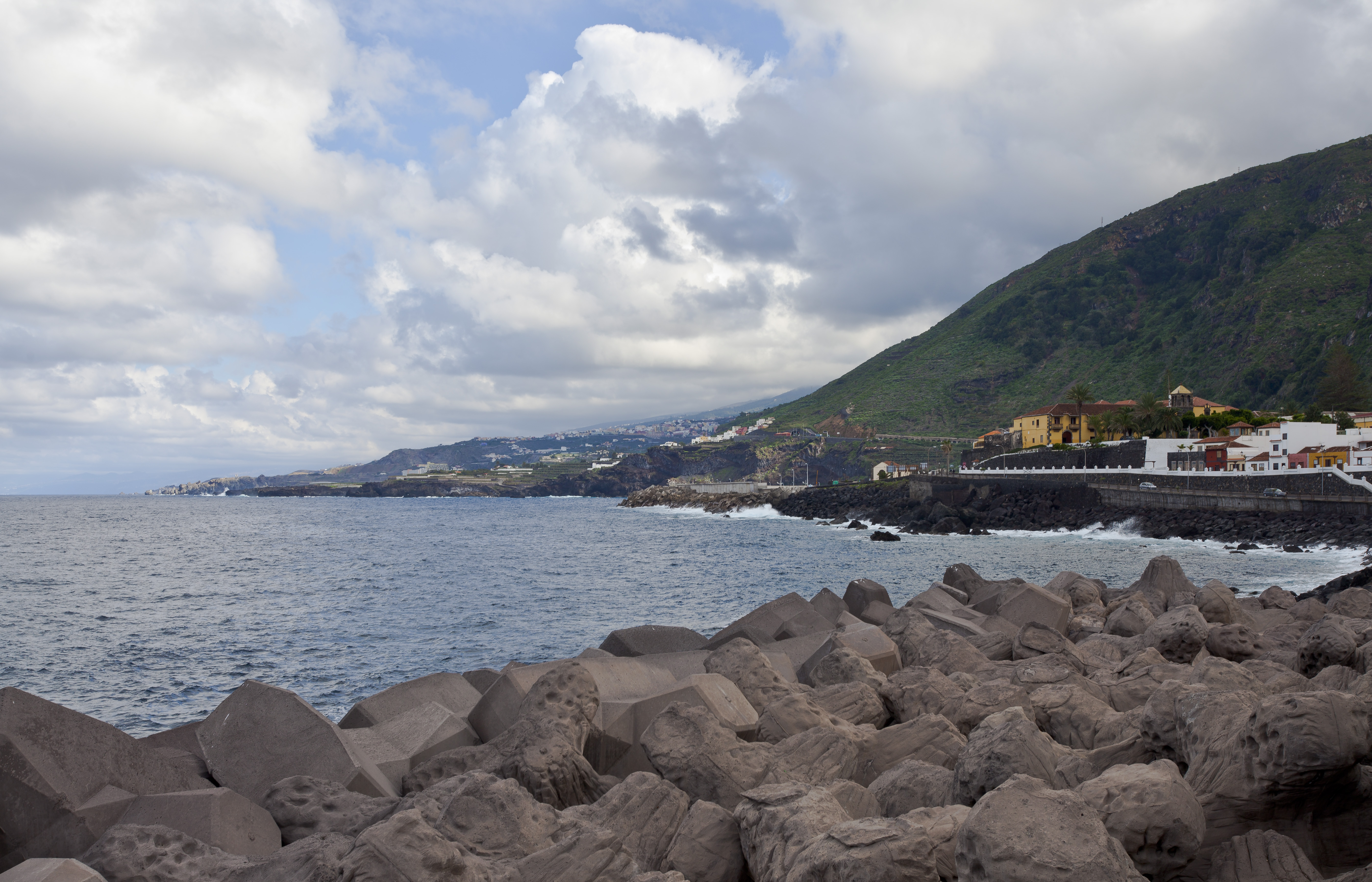
Vue depuis la côte.
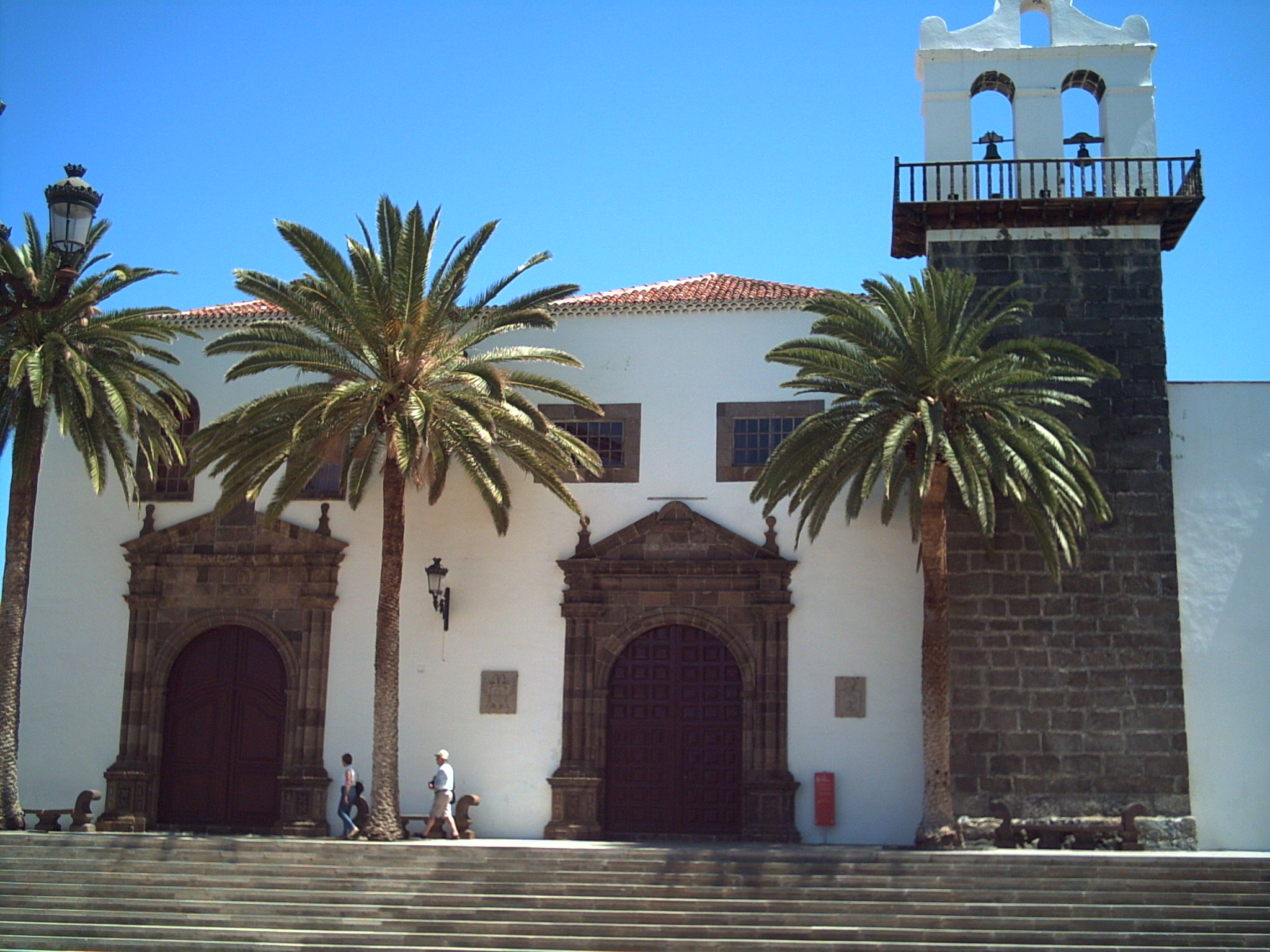
L'église principale.
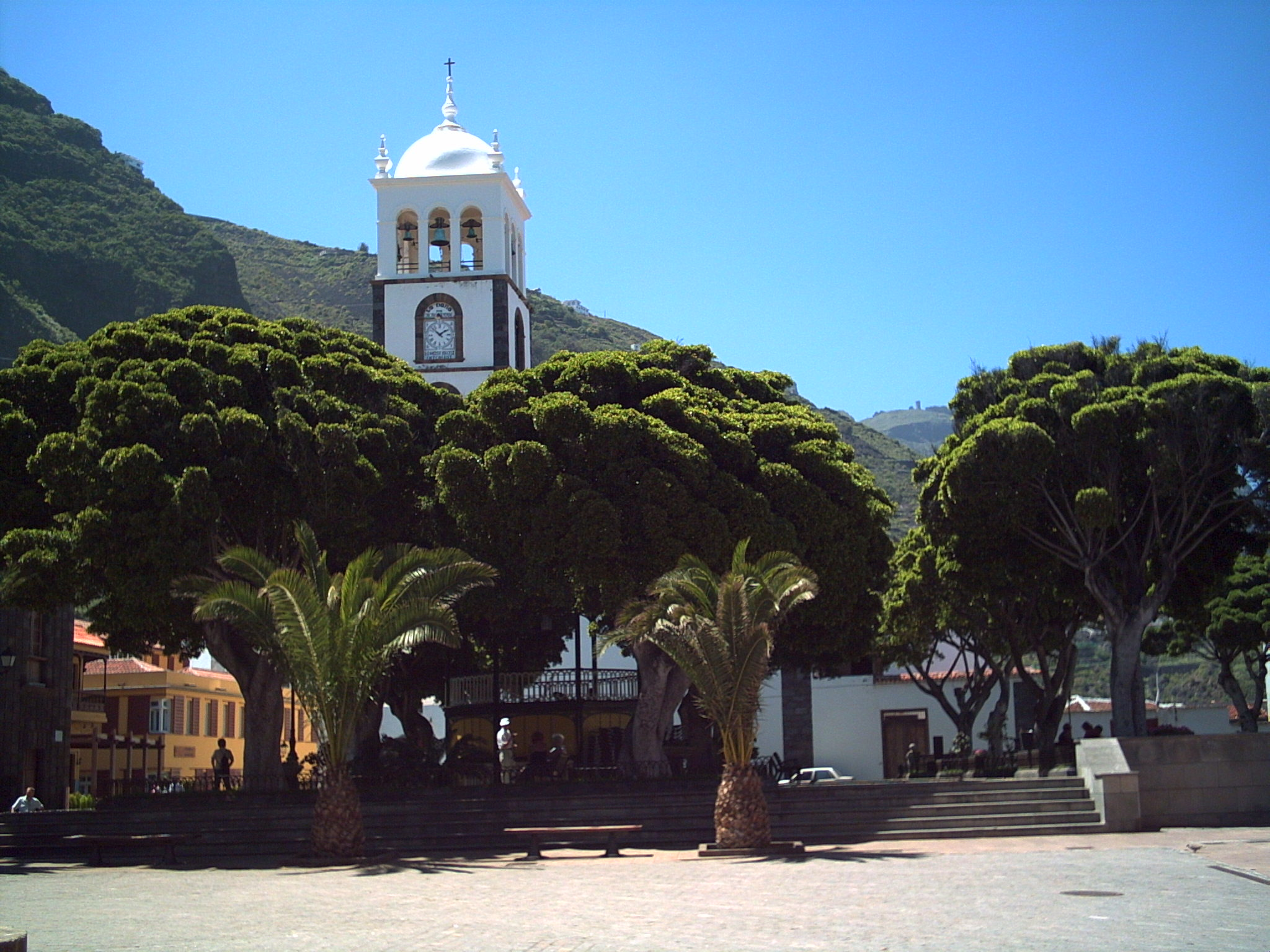
Vue de l'église.
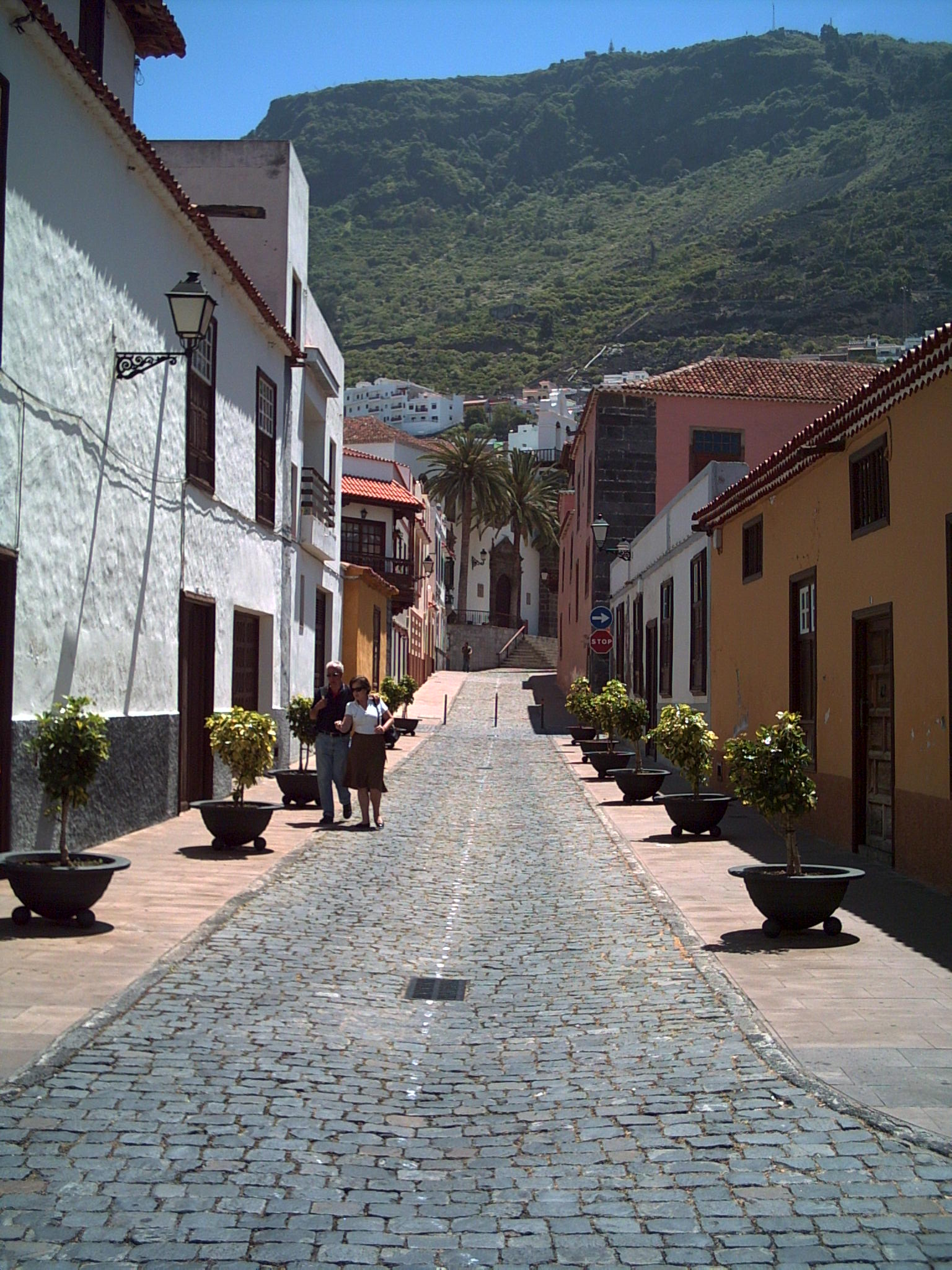
Ruelle.